# 警察视角
警察视角（Police P.O.V）是一部美国电视系列纪录片，最初在TruTV上播出。该节目以独特的视角展示警察的行动：就好像观众正在通过警察的眼睛（Point Of View）观看行动一样。虽然出于训练目的或在审判中使用而记录警察活动是常见的做法，但这种行为通常是通过安装在警车仪表板上的固定摄像头或通过摄像师手持摄像机进行拍摄。警察视角使用的是称为 AXON 摄像机的头戴式摄像头，其镜头靠近佩戴者的眼睛，足以使观众能够直接看到事件的发生过程。节目以辛辛那提、史密斯堡和查塔努加警察局的警官为主角。